# Општина Бакалар
Бакалар (шп. Bacalar) општина је у Мексику у савезној држави Кинтана Ро. Општина се налази на надморској висини од 32 м.

## Становништво
Према подацима из 2020. у општини је живело 41754 становника.

### Хронологија
| Година       | 2020                  |
| ------------ | --------------------- |
| Становништво | 41754 (21051 / 20703) |